# Ommatius insectatus
Ommatius insectatus là một loài ruồi trong họ Asilidae. Ommatius insectatus được Scarbrough & Constantino miêu tả năm 2005. Loài này phân bố ở miền Ấn Độ - Mã Lai.